# Деметрий Магнесийский
Деметрий Магнесийский (др.-греч. Δημήτριος ὁ Μάγνης; сер. I века до н. э.) — древнегреческий учёный. Жил, по-видимому, в Риме. Известен как автор несохранившегося трактата «Об одноимённых поэтах и писателях» (Περὶ τῶν ὁμωνύμων ποιητῶν τε καὶ συγγραφέων), который использовал в своём труде Диоген Лаэртский и другие греческие учёные. Составил также трактат «Об одноимённых городах» (Περὶ συνωνύμων πόλεων).
В письмах Цицерона упоминается книга Деметрия «О согласии» (Περὶ ὁμονοίας). Этот трактат Деметрий прислал Цицерону и Аттику, надеясь на то, что они воспользуются им в деле примирения Цезаря и Помпея.